# Вибори до Верховної Ради Автономної Республіки Крим 1998
Вибори до Верховної Ради Автономної Республіки Крим 1998 — вибори до Верховної Ради Автономної Республіки Крим, що відбулися у березні 1998 року. Проводилися за мажоритарною виборчою системою.

## Кандидати
Найбільше кандидатів у депутати Верховної Ради АР Крим висунули комуністи — 106. Компартія була представлена по кожному округу щонайменше одним кандидатом. Партія «Союз» висунула 52 кандидати. Партія Праці висунула 24 кандидати, ВО «Громада» — 23.

## Результати виборів
| Партія         | Кількість здобутих місць |
| -------------- | ------------------------ |
| Позапартійні   | 47                       |
| Компартія      | 38                       |
| Аграрна партія | 5                        |
| НДП            | 4                        |
| Партія «Союз»  | 4                        |
| Соцпартія      | 1                        |
| ПЕВ            | 1                        |